# Cansın Köktürk
Cansın Köktürk (* 13. Juni 1993 in Hattingen) ist eine deutsche Politikerin (Die Linke; 2021–2023 Bündnis 90/Die Grünen). Bei der Bundestagswahl 2025 wurde sie in den Deutschen Bundestag gewählt.

## Biographie
Köktürk wuchs in Bochum zweisprachig als Tochter türkischer Eltern auf, ihr Vater ist Bauingenieur. Nach dem Abitur und einem Studium in Sozialer Arbeit an der Universität Duisburg-Essen war sie beruflich als Sozialarbeiterin tätig und leitete eine Flüchtlingsunterkunft in Bochum. 2021 wurde sie Quartiersmanagerin der nördlichen Innenstadt von Bochum. Sie ist die Autorin des Buches Unsozialstaat Deutschland.

### Politisches Engagement
Cansın Köktürk war in ihrer Jugend Mitglied der Linken, verließ die Partei aufgrund der Politik von Sahra Wagenknecht später wieder. 2021 trat sie den Grünen bei, was sie mit dem Einsatz der Partei für Klimaschutz begründete. In Bochum gehörte sie später dem Vorstand des Kreisverbandes an.
Während der Verhandlungen zur Ampelkoalition nach der Bundestagswahl 2021 trat Köktürk erstmals als Kritikerin der künftigen Regierung in Erscheinung. Sie sprach sich gegen die Reform von Hartz IV zum Bürgergeld aus, sah Mängel beim Asylwesen und befürwortete eine Steuerreform, welche die Bürgerinnen und Bürgern mit kleinem Einkommen entgegenkommen sollte.
Zur Landtagswahl in Nordrhein-Westfalen 2022 bewarb sich Köktürk für einen Platz auf der Landesliste ihrer Partei, scheiterte auf der Landesdelegiertenkonferenz jedoch gegen Martin Metz. Die Kandidatur führte zum Bruch zwischen Köktürk und dem restlichen Vorstand des Kreisverbandes, der sie dabei nicht unterstützt hatte. Köktürk trat anschließend aus dem Vorstand zurück.

### Wiedereintritt bei der Linken, Einzug in den Bundestag
2023 trat Köktürk bei den Grünen aus und erneut der Linken bei. Sie begründete den Wechsel mit ihrer Ablehnung der Räumung des Weilers Lützerath, die von den Grünen in der Landesregierung mitgetragen wurde, und der Asylpolitik der Partei auf europäischer Ebene. 
Im Dezember 2024 wurde sie vom Bochumer Kreisverband zur Kandidatin im Bundestagswahlkreis Bochum I gewählt. Bei der Wahl im Februar erhielt Köktürk 9,4 Prozent der Erststimmen und zog über die Landesliste der Linken in den Bundestag ein.
Köktürk ist im Deutschen Bundestag Mitglied des Ausschuss für Arbeit und Soziales. Sie ist außerdem Sozialpolitische Sprecherin der Fraktion Die Linke im Bundestag.

## Kontroversen
Während der konstituierenden Sitzung des 21. Deutschen Bundestags trug sie eine Kufiya. Der Brandenburger Antisemitismusbeauftragte Andreas Büttner (Die Linke) kritisierte sie dafür, von anderen Parteikollegen erhielt sie aber auch Zuspruch. CDU-Abgeordnete forderten ein Verbot des Symbols im Bundestag.
Am 4. Juni 2025 wurde sie von Bundestagspräsidentin Julia Klöckner aus dem Plenum des Bundestages verwiesen, weil sie ein Shirt mit der Aufschrift Palestine trug und politische Bekenntnisse auf Kleidungsstücken im Plenum nicht erlaubt seien.

## Veröffentlichungen
- Unsozialstaat Deutschland. Warum wir radikal humanistisch werden müssen, 2023, ISBN 978-3-86995-128-7.